# José María Ricarte Bescós
José María Ricarte Bescos (Lillo (Toledo), 1932 - Barcelona, 22 de juny 2010) va ser el primer catedràtic en creativitat publicitària de l'estat espanyol. Va ser catedràtic de Comunicació Audiovisual Publicitat, i professor emèrit de la Universitat Autònoma de Barcelona, publicitari, guionista de cinema professional, i també vocal en la secció segona del Jurat d'Autocontrol de la Publicitat. Va estudiar dret a la Universitat de Saragossa, on es llicencià el 1958, i el 1991 es doctorà a la Universitat Autònoma de Barcelona.
En homenatge al magisteri del professor Ricarte des de la seva càtedra de Creativitat Publicitària a la UAB, el Departament de Comunicació Audiovisual i Publicitat II (UAB) i l'Associació Empresarial de Publicitat convoquen el Premi Nacional de Creativitat José María Ricarte la primera edició del qual fou l'any 2011.